# Wyandot
Wyandoterna är ett irokesiskt folk vars etnogenes ägde rum i Michigan och Wisconsin när olika irokesiska grupper, framförallt huroner och petuner, på 1600-talet flydde dit från sitt hemland och förenades till en etnicitet sedan Irokesförundet förintat deras stamkonfederationer. Idag bildar wyandoterna två federalt erkända indiannationer i USA, Wyandot Nation of Kansas i Kansas och Wyandotte Nation i Oklahoma. Det finns också en mindre grupp i Kanada i Wendake.